# 怪奇骨董音楽箱
『怪奇骨董音楽箱』（Nursery Cryme）は、イギリスのプログレッシブ・ロック・バンド、ジェネシスのサード・アルバム。1971年11月12日発売。

## 概要
前作リリース後に脱退したアンソニー・フィリップスとジョン・メイヒューに替わり、スティーヴ・ハケットとフィル・コリンズが参加した最初のアルバムである。この5人のラインナップはピーター・ガブリエルが脱退した1975年まで続いた。
セールス面ではイタリアでチャート4位を記録し、ヨーロッパでのバンド人気に火をつけた。イギリス本国でも39位と前作から大きく上昇し、徐々にバンドに注目が集まっていった。
バンドがリリースしたアルバムの中では39分半と最も短いアルバムである。
なお、原題の「ナーサリー・クライム (Nursery Cryme)」とは、「童謡 (Nursery Rhyme)」と「罪 (Crime)」を掛け合わせた造語である。

## 収録曲
※全曲作曲は、トニー・バンクス、フィル・コリンズ、ピーター・ガブリエル、スティーヴ・ハケット、マイク・ラザフォード

### A面
1. 「ザ・ミュージカル・ボックス（旧邦題 怪奇のオルゴール）」 - "The Musical Box" - 10:27
2. 「フォー・アブセント・フレンズ（旧邦題 今いない友の為に）」 - "For Absent Friends" - 1:44
3. 「ザ・リターン・オブ・ザ・ジャイアント・ホグウィード」 - "The Return of the Giant Hogweed" - 8:10

### B面
1. 「セヴン・ストーンズ」 - "Seven Stones" - 5:08
2. 「ハロルド・ザ・バレル」 - "Harold the Barrel" - 2:58
3. 「ハーレクイン（旧邦題 道化師）」 - "Harlequin" - 2:53
4. 「ザ・ファウンテン・オブ・サルマシス（旧邦題 サルマシスの泉）」 - "The Fountain of Salmacis" - 7:47

## 参加ミュージシャン
- ピーター・ガブリエル - ボーカル、フルート、アコーディオン、バスドラム、タンバリン
- スティーヴ・ハケット - ギター、12弦ギター
- トニー・バンクス - オルガン、メロトロン、ピアノ、12弦ギター、バッキング・ボーカル
- マイク・ラザフォード - ベース、ベース・ペダル、12弦ギター、バッキング・ボーカル
- フィル・コリンズ - ドラムス、パーカッション、ボーカル （フォー・アブセント・フレンズ）